# استان ولوگدا

استان ولوگدا در نقشهٔ روسیه.

استان ولوگدا (به روسی: Волого́дская о́бласть تلفظ: وُلُگُدسکایا اُبلاست) یکی از واحدهای فدرالی روسیه است.
جمعیت آن ۱٬۲۶۹٬۵۶۸ نفر (سرشماری سراسری جمعیت روسیه در سال ۲۰۰۲) و بزرگ‌ترین شهر آن چرپووتس ولی مرکز آن شهر وولوگدا است.
استان ولوگدا دارای آثار تاریخی فراوانی است از جمله صومعه باشکوه کیریلو-بلوزرسکی، دیر فراپونتوف (در فهرست میراث فرهنگی جهان)، شهرهای میان‌سده‌ای ولیکی اوستیوگ و بلوزرسک، کلیساهای سبک باروک در توتما و اوستیوژنا و غیره.